# Sławomir Kulpowicz

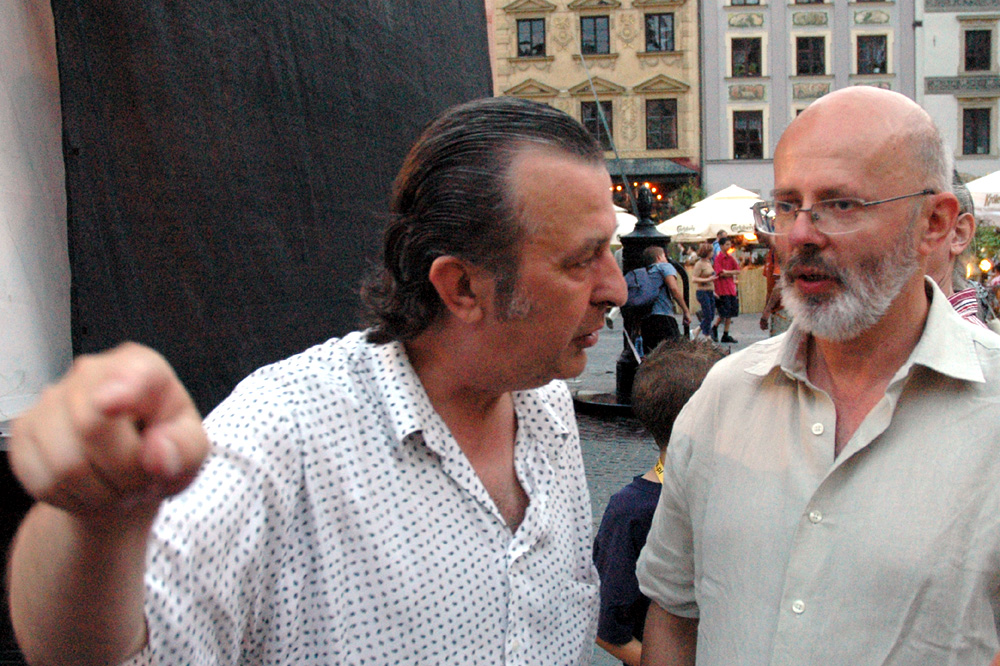
Sławomir Kulpowicz

Sławomir Kulpowicz (* 17. Januar 1952 in Warschau; † 7. Februar 2008 ebenda) war ein polnischer Pianist des Modern Jazz und der neuen Musik.
Kulpowicz entstammte einer Musikerfamilie und hatte bereits in früher Kindheit Klavierunterricht. Er studierte an den Musikhochschule Warschau und dann in Kattowitz, wo er auch in der Studenten-Bigband spielte. Während des Studiums gewann er mehrfach Preise. Anschließend gründete er eine eigene Band, „Jazz Carriers“, spielte aber auch in Ensembles für Neue Musik. Von 1976 bis 1978 war er Mitglied der Band von Zbigniew Namysłowski, mit der er auf Europatournee ging und fünf Alben aufnahm. Seit 1978 war er gemeinsam mit Tomasz Szukalski, Paweł Jarzębski und Janusz Stefański eines der Mitglieder von „The Quartet“, als dessen Hauptkomponist er auch fungierte. Seit 1980 trat er mit eigenen Gruppen in Erscheinung, etwa mit dem Trio „In/formation“, das gelegentlich mit Tomasz Stańko gemeinsam auftrat. Auf dem John Coltrane Festival in Los Angeles trat er dreimal mit Solokonzerten auf.
Kulpowicz, der auch Filmmusik schrieb (Rh+, 2005), starb infolge eines Krebsleidens.

## Lexigraphische Einträge
- Martin Kunzler: Jazz-Lexikon. Band 1: A–L (= rororo-Sachbuch. Bd. 16512). 2. Auflage. Rowohlt, Reinbek bei Hamburg 2004, ISBN 3-499-16512-0.